# Trasporti in Eritrea
Questa voce raccoglie le principali tipologie di Trasporti in Eritrea.

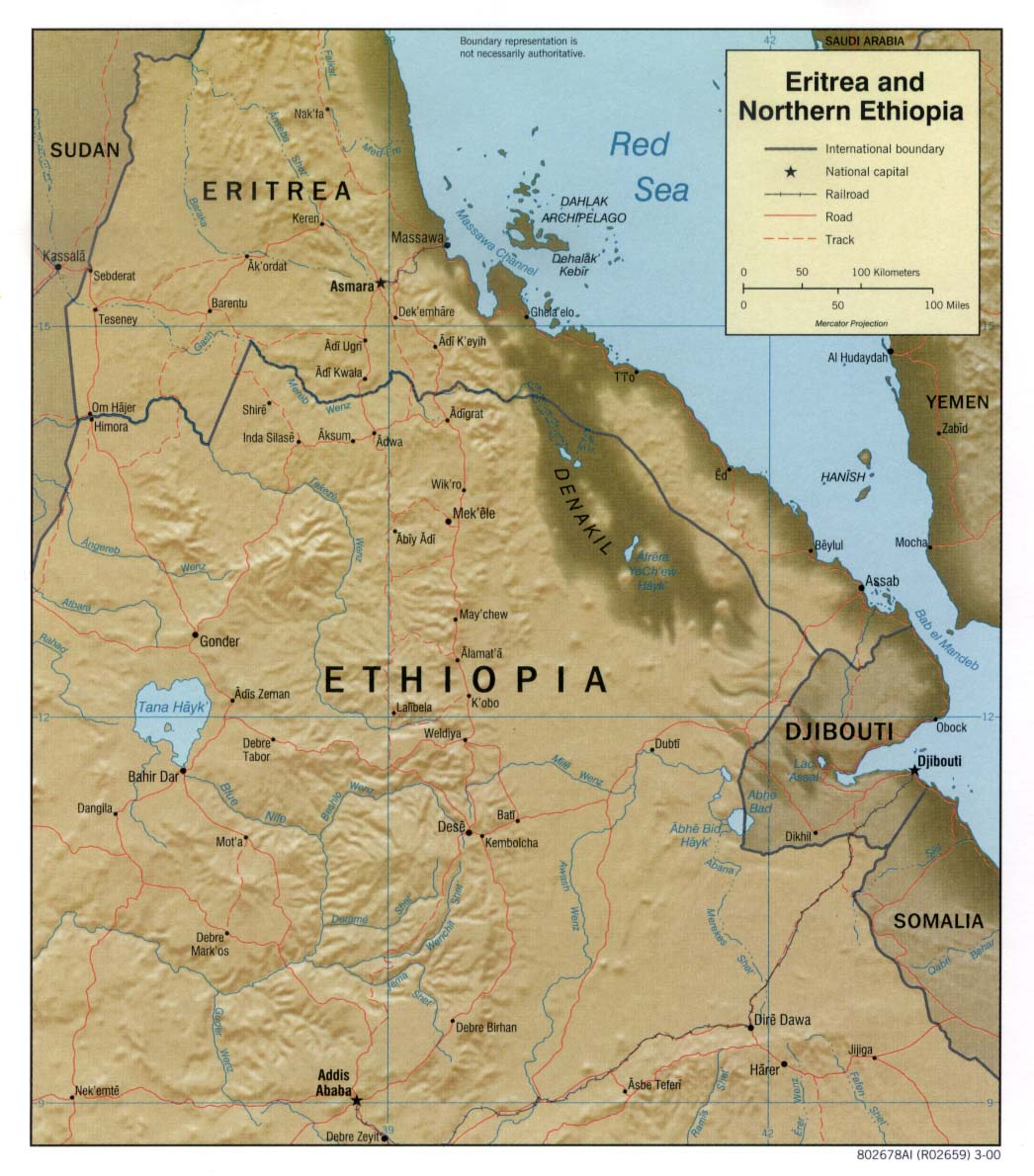
Eritrea e Etiopia: carta geopolitica con rete stradale e ferroviaria

## Trasporti su rotaia

### Reti ferroviarie

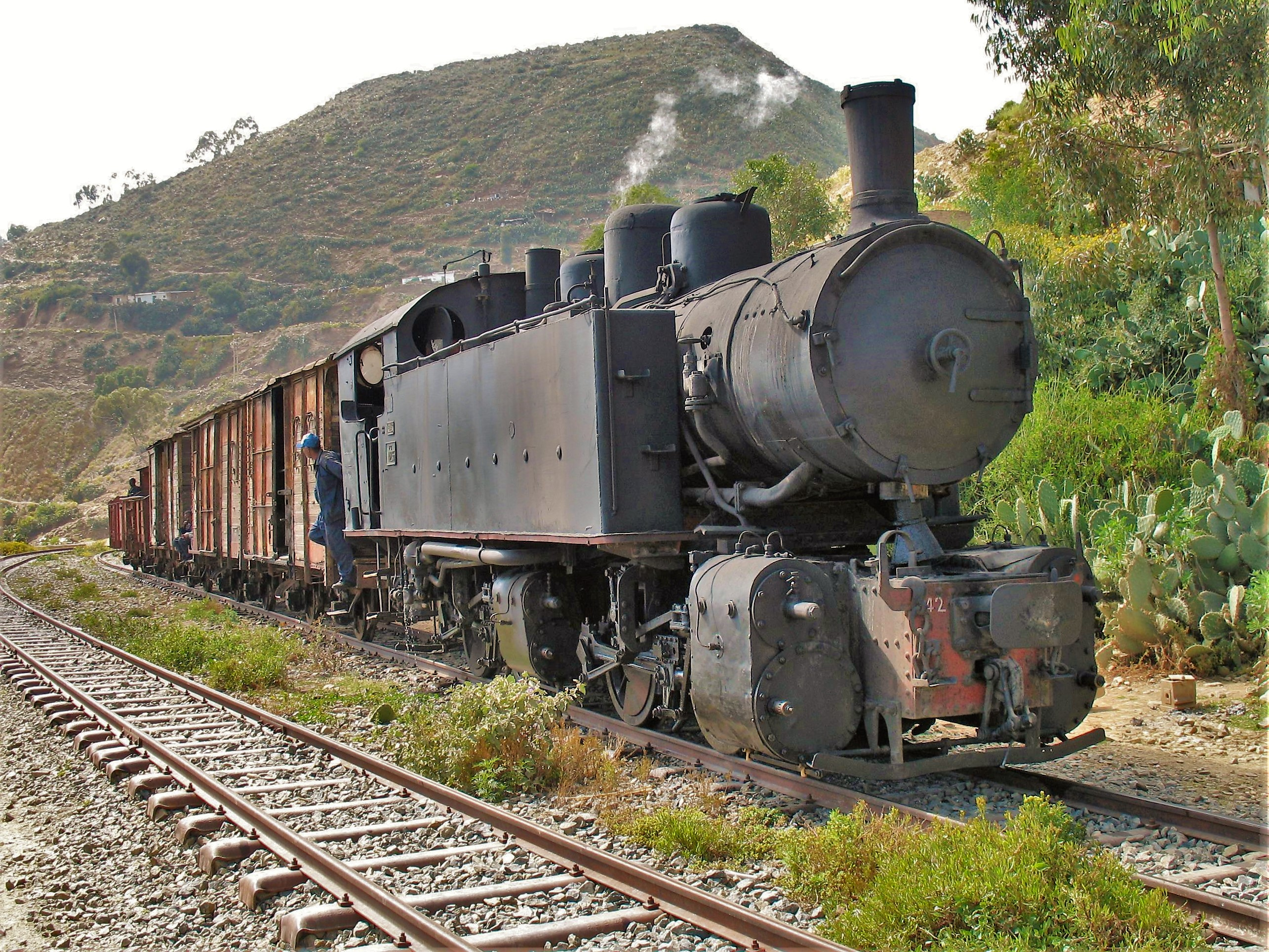
Locomotiva a vapore Ansaldo 442 sulla linea Asmara-Massaua

In totale: 317 km, tutti a scartamento ridotto di 950 mm (dati 1999)
- Collegamento a reti estere contigue
  - assente
    - con cambio di scartamento
      - 950/1000 mm: Etiopia e Gibuti.

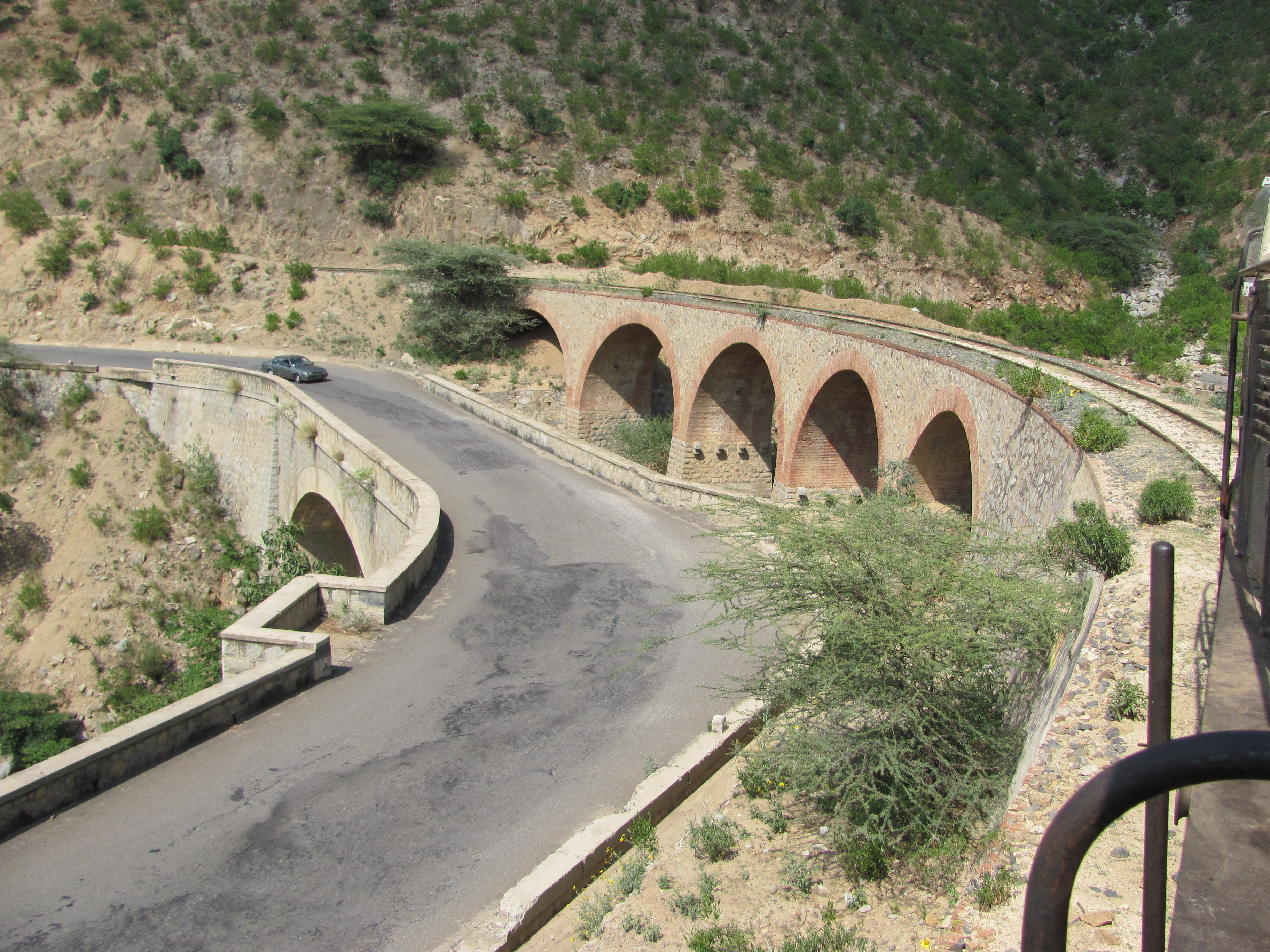
Scorcio della linea ferroviaria Massaua-Asmara a fianco della strada

L'unica tratta ferroviaria del paese, la linea Massaua-Asmara estesa poi fino a Agordat (306 km) risale all'epoca coloniale italiana e fu costruita dall'Ansaldo. La linea è stata messa a riposo nel 1976 e parzialmente distrutta nei combattimenti della guerra di indipendenza.
La ricostruzione della tratta Asmara-Massaua è iniziata nel 1999 e completata nel 2003, è pianificato il prolungamento fino a Biscia, una località 150 km a ovest di Asmara.

### Reti metropolitane
L'Eritrea non dispone di sistemi di metropolitana.

### Reti tranviarie
Anche il servizio tranviario è assente in questa nazione.

## Trasporti su strada

### Rete stradale
Le strade sono classificate in base ad una lettera maiuscola in primarie (P), secondarie (S) e terziarie (T), seguite da un numero progressivo.
In totale:  4.010 km (dati 1996)
- asfaltate:  874 km
- bianche:  3.136 km.

### Reti filoviarie
Attualmente in Eritrea non esistono filobus. 

### Autolinee
Nella capitale, Asmara, ed in altre zone abitate dell'Eritrea, operano aziende pubbliche e
private che gestiscono i trasporti urbani, suburbani ed interurbani esercitati con autobus.

## Porti e scali
- Assab e Massaua.

## Trasporti aerei

### Aeroporti
In totale: 21 (dati 1999)
a) con piste di rullaggio pavimentate: 3 (Aeroporti internazionali di Asmara, Assab e Massaua).
- oltre 3047 m: 2
- da 2438 a 3047 m: 1
- da 1524 a 2437 m: 0
- da 914 a 1523 m: 0
- sotto 914 m: 0

b) con piste di rullaggio non pavimentate: 18
- oltre 3047 m: 2
- da 2438 a 3047 m: 2
- da 1524 a 2437 m: 6
- da 914 a 1523 m: 6
- sotto 914 m: 2.